# 拉扎鄉 (瓦斯盧伊縣)
46°39′N 27°35′E / 46.650°N 27.583°E
拉扎鄉（羅馬尼亞語：Comuna Laza, Vaslui），是羅馬尼亞的鄉份，位於該國東北部，由瓦斯盧伊縣負責管轄，面積29平方公里，海拔高度155米，2007年人口3,319，人口密度每平方公里114人。